# Anaconda Smelter Stack
L'Anaconda Smelter Stack, ou la cheminée de l'Anaconda Copper, est une cheminée cylindrique en brique, qui assurait l'évacuation des fumées de la fonderie de Washoe, appartenant à l'Anaconda Copper, près de la ville d'Anaconda, dans le Montana. Le fût est construit sur une fondation en béton et mesure 178,3 m de haut. Le diamètre interne passe de 23 m à la base, à 18 m au sommet, l'épaisseur de la paroi passe de 1,8  à   0,6 m.
La construction de la cheminée s'est achevée le 5 mai 1919, après seulement 144 jours de construction. Elle est l’œuvre de l'Alphons Custodis Chimney Construction Company de New York. Au moment de son inauguration, il s’agissait de la plus haute cheminée du monde, et de la plus haute construction en maçonnerie du monde, tous types confondus. Elle est alors généralement désignée sous le nom de The Stack (« La Cheminée »), et devient un élément remarquable du paysage de l'ouest du Montana.
La cheminée est conçue pour évacuer les fumées riches en soufre des différents fours de grillage, de fusion et d'affinage de l'usine de Washoe. La construction est édifiée au sommet d'une colline, à l'extrémité d'un carneau long d'un kilomètre, collectant les fumées issues des divers ateliers. Le carneau (large de 18 puis 36 m) et la cheminée sont capables d'évacuer plus de  100 000 mètres cubes de fumée par minute.
La fonderie de Washoe a été démantelée après sa fermeture en 1981, et le site a été dépollué. La cheminée seule est restée debout. En effet, après la fermeture de l'usine, les habitants d'Anaconda ont constitué l'association « Save the Stack », et en 1986 la cheminée a été classée comme state park inscrit au Registre national des lieux historiques. Le site est connu sous le nom d'Anaconda Smoke Stack State Park.

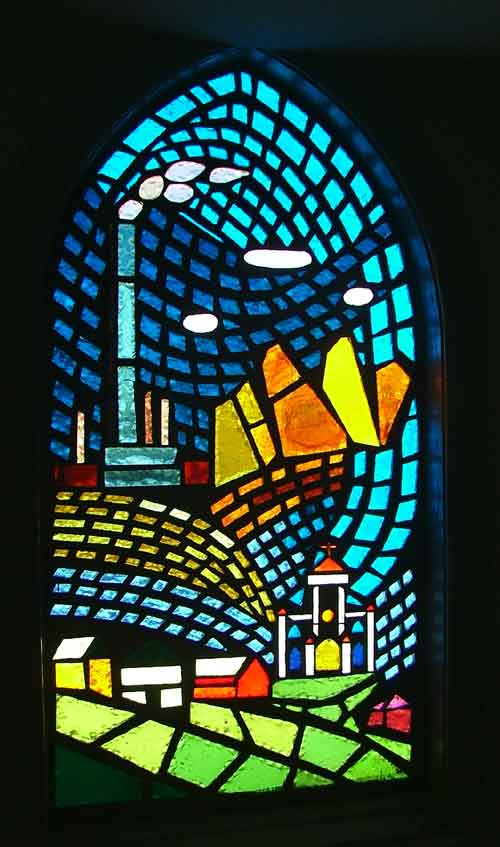
La cheminée est si remarquable qu'elle figure sur les vitraux locaux.
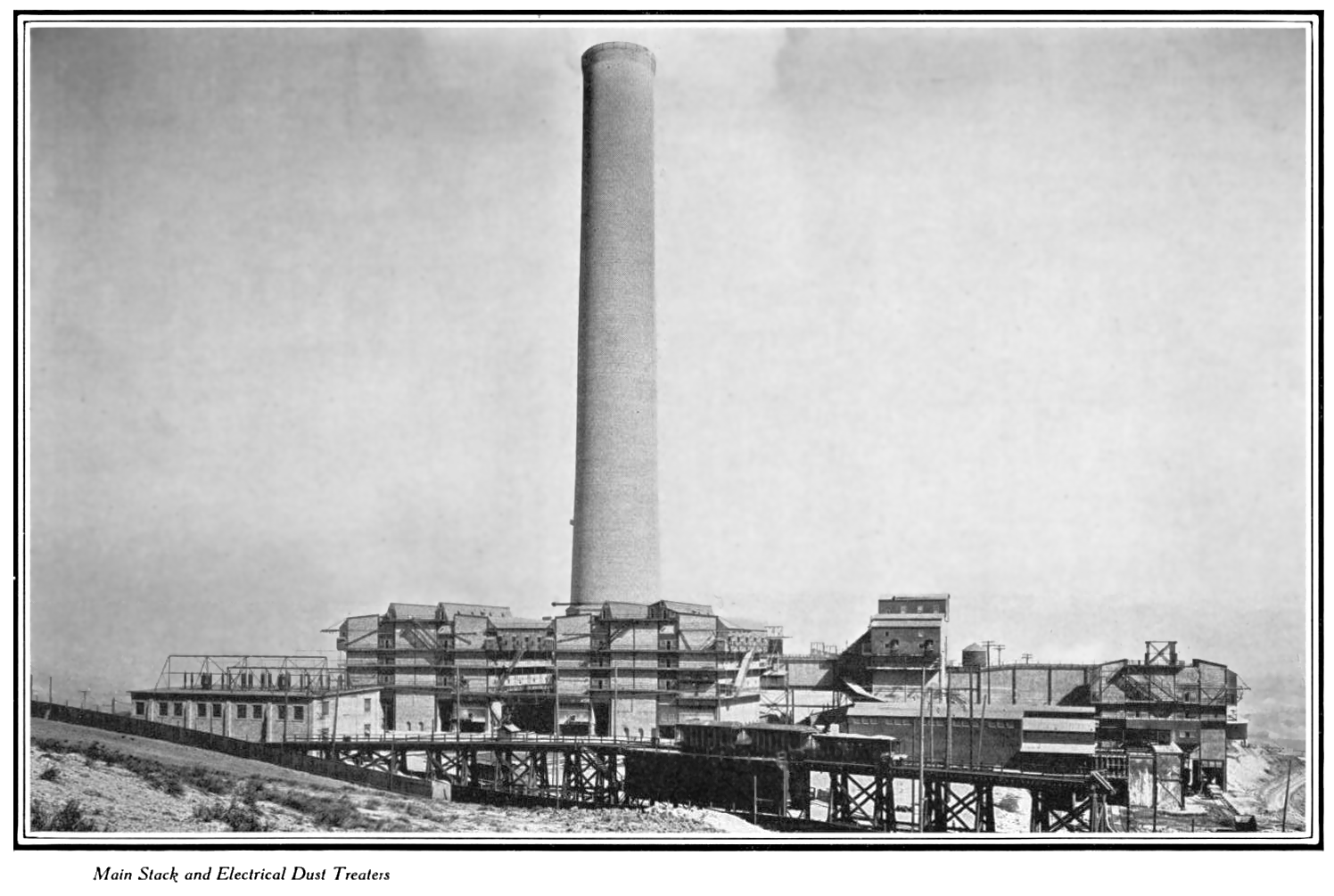
La cheminée en 1920, avec des filtres électrostatiques à sa base.
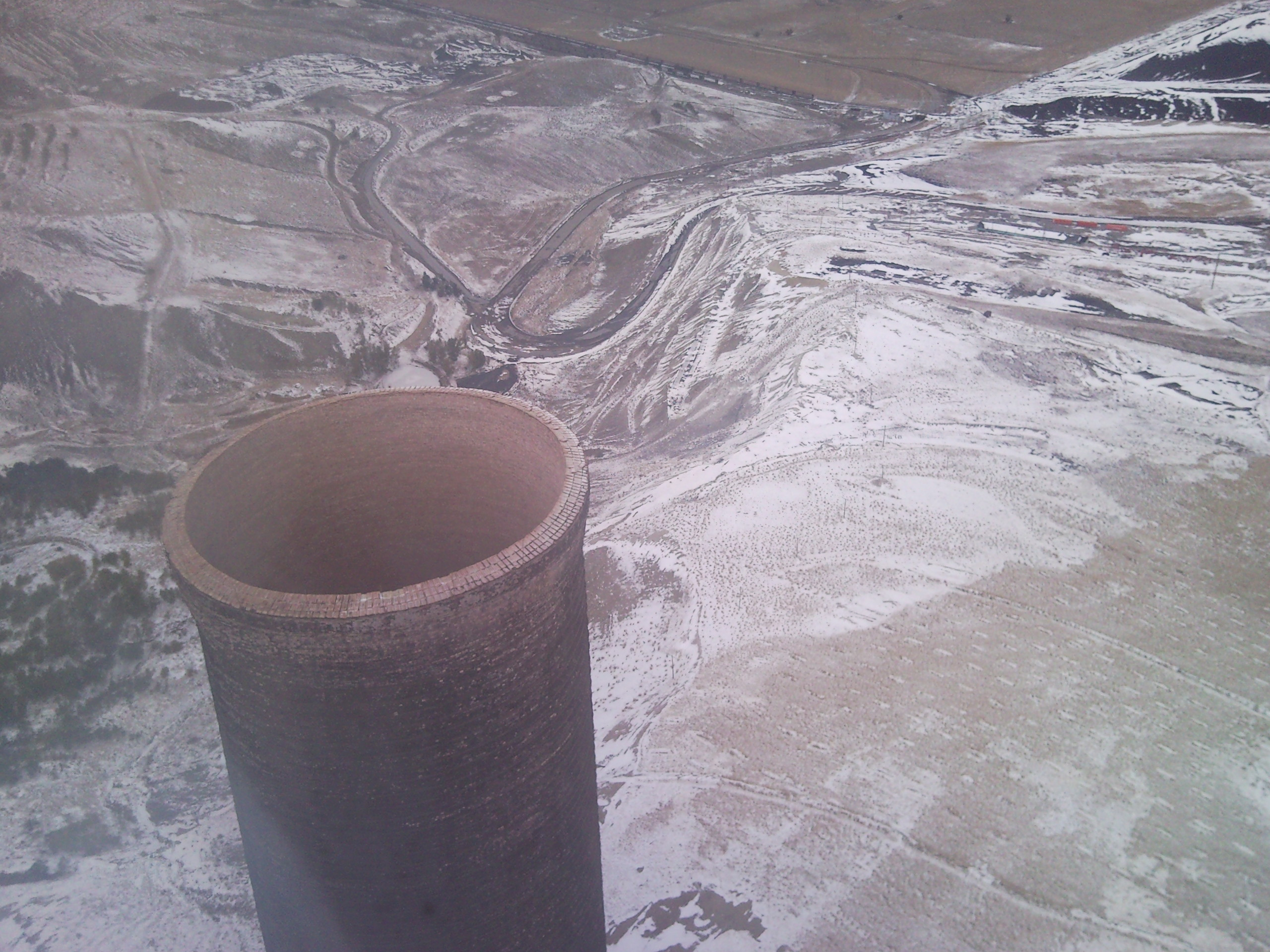
Le sommet de la cheminée.